# Sint-Eligiuskerk (Ten Brielen)

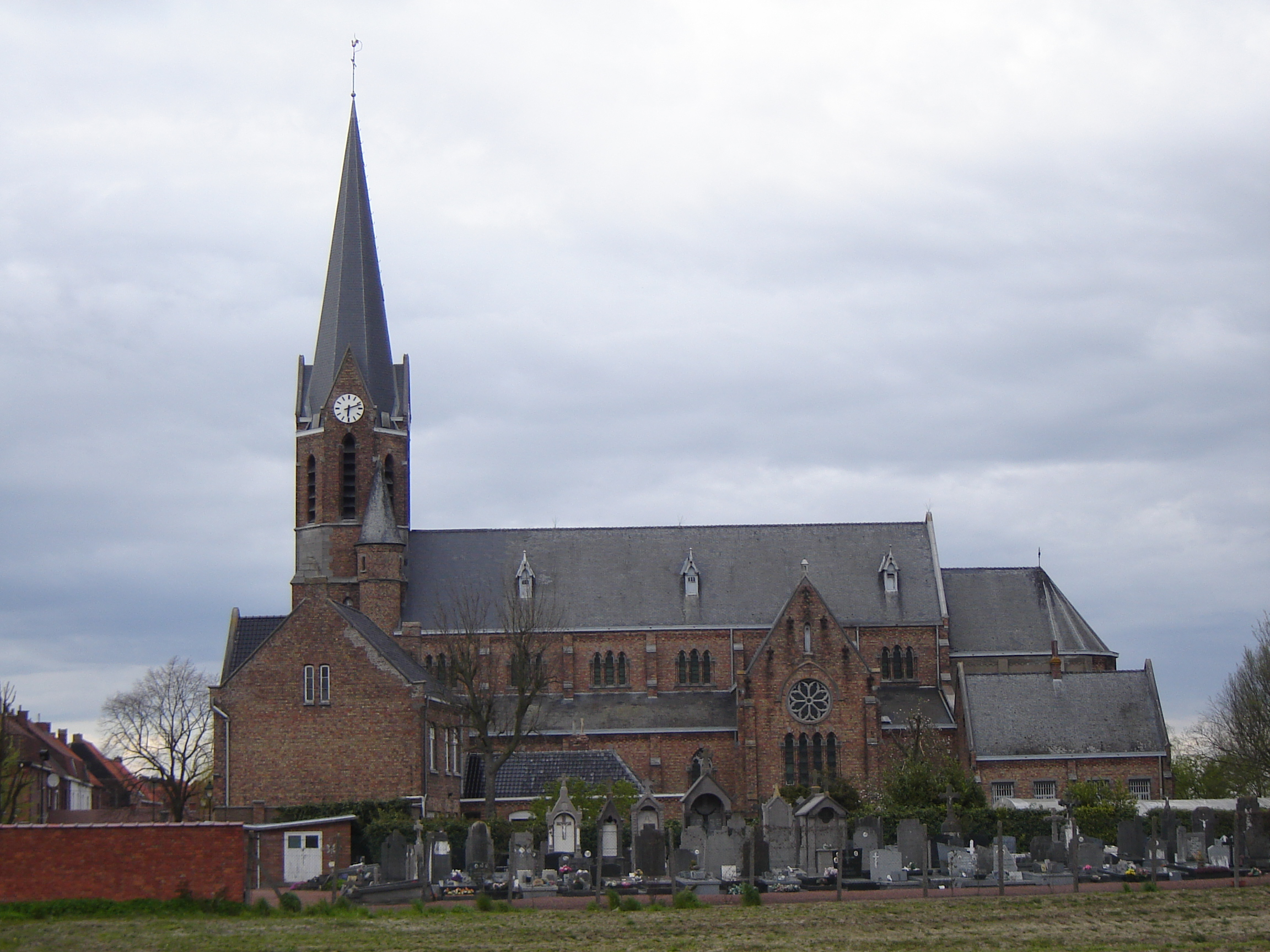
Sint-Eligiuskerk

De Sint-Eligiuskerk (Église Saint-Eloi) is de parochiekerk van de tot de Henegouwse gemeente Komen-Waasten behorende plaats Ten Brielen.
In 1357 werd te Ten Brielen een kapel gesticht, de Capelle de Ten-Brielen. Deze werd verwoest tijdens de Beeldenstorm en in 1571 herbouwd. Een deel van het schip was geplaveid omdat op de feestdag van Sint-Eligius ook paarden in de kerk kwamen.
In 1699 werd de kerk getroffen door brand. Daarna vroegen de inwoners om een zelfstandige parochie. Dit werd echter niet toegestaan hetgeen tot conflicten leidde. Na 1789 werd de kapel op last van de Franse revolutionairen onteigend en ontmanteld. In 1802, na het concordaat van 1801, werd uiteindelijk een parochie gesticht en in 1805 werd een nieuwe kapel gebouwd.
Tot de bouw van een volwaardige parochiekerk kwam het echter pas in 1884. De in 1889 ingewijde kerk werd echter verwoest tijdens de Eerste Wereldoorlog, in 1917. Een nieuwe kerk, gebouwd naar voorbeeld van de oorspronkelijke kerk, kwam gereed in 1922. Het is een neogotische kerk. De in baaksteen gebouwde kruiskerk heeft een voorgebouwde toren op vierkante plattegrond met achthoekige klokkenverdieping en gedekt door een naaldspits.